# Ciudad Arce
Ciudad Arce est une municipalité du département de La Libertad au Salvador.
La ville est située à 45 kilomètres au nord-ouest de la capitale San Salvador et à une trentaine de kilomètres au nord de la capitale départementale Santa Tecla.
Avec 67 000 habitants, elle occupe le quatrième rang par sa population dans le département de La Libertad, se situant après Santa Tecla, Colón et San Juan Opico.
C'est une ville attractive, en plein développement urbain, qui a modernisé son économie par l'implantation de parcs industriels et de centres commerciaux.